# Нотора
Ното́ра (Нуотара) — река на дальнем востоке России.
Находится в Якутии, левый приток Алдана. Длина реки — 308 км. Площадь водосборного бассейна — 7440 км².
Питание имеет в основном снеговое и дождевое. Частые летние паводки и очень низкий зимний сток. Среднегодовой расход воды в 37 км от устья — 7 м³/с. Река замерзает в октябре и остаётся под ледяным покровом до мая.
Код водного объекта 18030600712117300041315
Единственный мост через реку открыт в ноябре 2018, по нему проходит автодорога Амга — Усть-Мая.